# Língua chiquitana
O chiquitano, chiquito ou besɨro é uma língua indígena, originária dos Chiquitos e do Chaco boliviano é falada atualmente pelos Chiquitanos nas províncias de Ñuflo de Chávez, Velasco, Sandoval, Germán Busch, Ichilo e Chiquitos do departamento de Santa Cruz. Iténez do departamento de Beni e em alguns municípios brasileiros.
Desde a promulgação do Decreto Supremo Nº 25894, em 11 de setembro de 2000, o besiro é uma das línguas indígenas oficiais da Bolívia.

## Dialetos e variantes
Existem três grandes dialetos do chiquitano:
- o das áreas de Concepción e Lomerío (Ñuflo de Chávez), San Rafael, Santa Ana e San José (Velasco);
- o de San Javier (Velasco), e
- o de San Miguel (Velasco), que é o mais diferenciado dos demais.

## Uso e distribuição

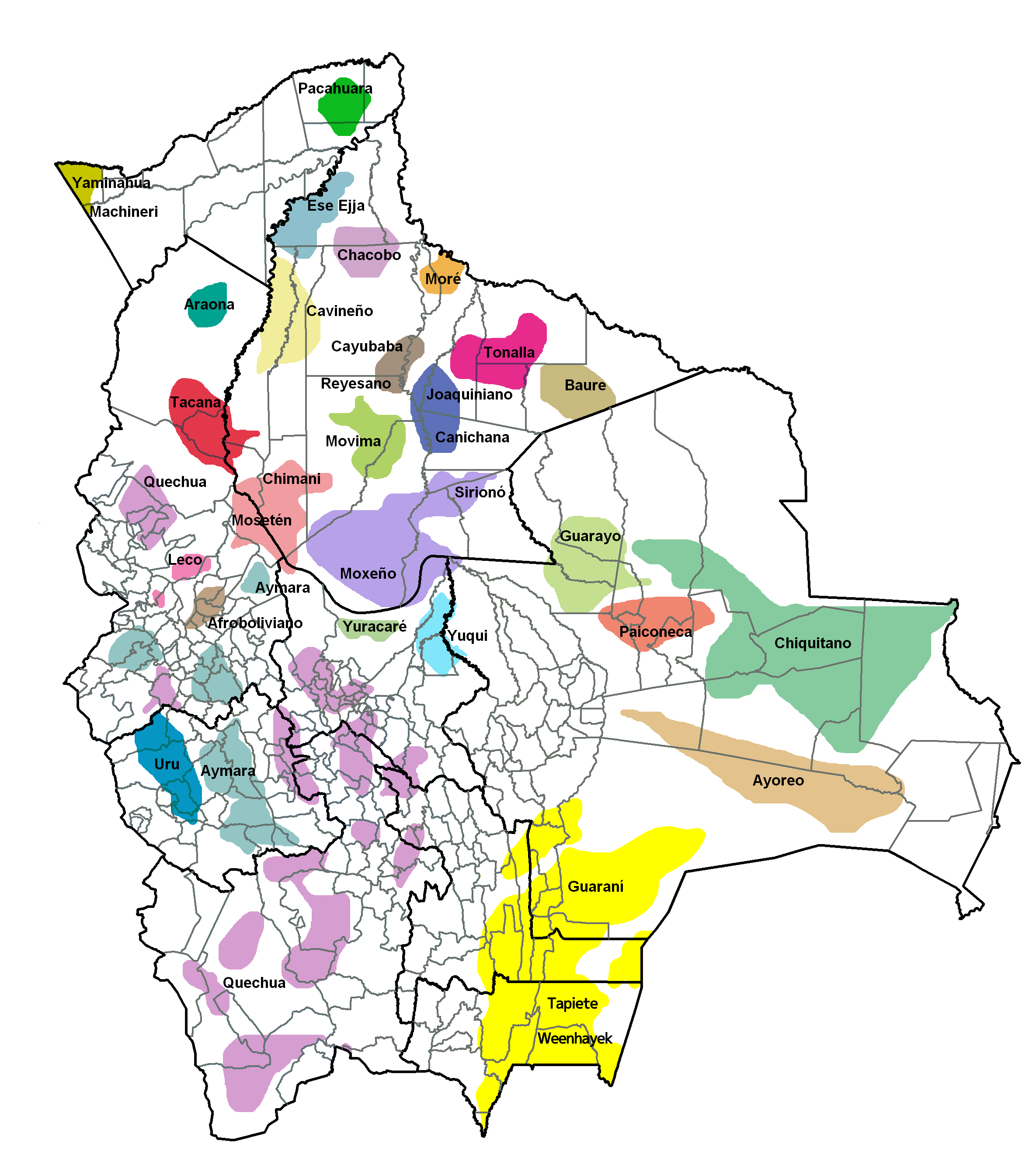
Povos indígenas da Bolívia

O número de falantes varia muito de uma fonte para outra; Estima-se que existam cerca de 20.000 falantes, embora a etnia Chiquitana tenha entre 47.000 e 60.000 indivíduos. Se for baseada no maior número, seria a quarta língua indígena mais falada na Bolívia depois do quechua, aymara e do chiriguano.

### No Brasil
Lista das comunidades chiquitano no Mato Grosso, Brasil:
| Comunidade                       | Município                        |
| -------------------------------- | -------------------------------- |
| Abandonado (Sítio São Sebastião) | Cáceres                          |
| “Beira de Estrada”               | Cáceres                          |
| Porto Limão                      | Cáceres                          |
| Corixa Grande                    | Cáceres                          |
| Roça Velha                       | Cáceres                          |
| Baía Bela                        | Cáceres                          |
| Morrinho                         | Cáceres                          |
| Asa Branca                       | Porto Esperidião                 |
| São Fabiano                      | Porto Esperidião                 |
| Vila Nova                        | Porto Esperidião                 |
| Acurizinho                       | Porto Esperidião                 |
| Barbecho                         | Porto Esperidião                 |
| Acorizal                         | Porto Esperidião                 |
| Fazendinha / Lagoa               | Porto Esperidião                 |
| Nossa Senhora Aparecida          | Vila Bela da Santíssima Trindade |
| Santa Lúcia                      | Vila Bela da Santíssima Trindade |
| Furnalinda                       | Pontes e Lacerda                 |
| Vila Nova                        | Pontes e Lacerda                 |
| Bocaina                          | Pontes e Lacerda                 |
| São Sebastião                    | Pontes e Lacerda                 |
| São José                         | Pontes e Lacerda                 |
| São Miguel                       | Vila Bela da Santíssima Trindade |
| São Sebastião                    | Vila Bela da Santíssima Trindade |
| “As Cruz”                        | Vila Bela da Santíssima Trindade |
| Morrinho Tarumã                  | Vila Bela da Santíssima Trindade |
| Santa Mônica                     | Vila Bela da Santíssima Trindade |
| Palmarito                        | Vila Bela da Santíssima Trindade |
| Matão                            | Vila Bela da Santíssima Trindade |
| Nova Fortuna                     | Vila Bela da Santíssima Trindade |
| Casalvasco                       | Vila Bela da Santíssima Trindade |
| Cantão                           | Vila Bela da Santíssima Trindade |

Fonte: Quadro publicado no PDPI – Diretoria de Assuntos Fundiários (FUNAI, 2002).

## Estudos e normalização
Se usa um alfabeto padronizado é usado para sua escrita  Já foram usadas varias escritas desde a era colonial, por exemplo, há uma de 1993, escrita por Jesús Galeote.

## Classificação
Considerado por alguns uma linguagem isolada, tem sido relacionado com o tronco macro-jê.